# Gaijin
Gaijin ( 外人?) es un término de la lengua japonesa que designa a todos los no japoneses en general, a los extranjeros (o algunas veces a las personas no-naturalizadas), y que algunos (extranjeros o japoneses) consideran insultante o irrespetuoso. En eso es muy semejante al que los griegos daban a los no griegos o que no hablaban su lengua: bárbaros. El término se emplea con cualquier extranjero, aunque es frecuente su uso con extranjeros de grupos étnicos no asiáticos.
En japonés, gaijin se escribe con dos kanji: 外 gai (fuera) y 人 jin (persona). Se suele considerar que "gaijin" es una contracción del más respetuoso y políticamente correcto "gaikokujin" (外国人?   lit: persona de un país de fuera), aunque no es más preciso si se aplica a una persona naturalizada japonesa.
Muchos japoneses, sobre todo los que viven fuera de Tokio y Osaka, no saben que gaijin es considerado ofensivo. Sabiendo que es informal, sin embargo, dirán frecuentemente gaijin-san (lit. Señor Extranjero, Señora Extranjera, Señorita Extranjera) en un intento eufemístico de mostrar un mayor respeto. En este contexto, gaijin puede ser considerado análogo a términos como guiri, que también denota un elemento de extranjero que no conoce/entiende las costumbres del país.
En otros contextos, sin embargo, gaijin puede ser utilizado para enfatizar la condición de extranjería y de no pertenencia, y es este uso el que le ha dado la connotación racista. El racismo en Japón no es un tema en el que piensan mucho los japoneses porque la población extranjera es muy pequeña en comparación con la población nativa. En contraste con otros países donde existe el racismo, la discriminación en Japón no se basa de dónde se es sino de dónde no se es (en este caso, no se es japonés), razón por la que gaijin tiene esa connotación despectiva; quiere decir que usted no es uno de nosotros. Pero se puede extender a japoneses de otro origen como los burakumin.
Incluso los japoneses que han pasado una parte significativa de su vida fuera de Japón pueden ser vistos como gente de fuera, aunque no siempre de forma negativa. Debido a ello, sus nombres ya no se suelen escribir con los kanji habituales, sino con caracteres katakana, los utilizados para palabras de origen extranjero. Incluso las personas nacidas en Brasil y Perú de ascendencia japonesa, y cuyos nombres y apellidos son japoneses, suelen tener los nombres escritos en katakana cuando se van a Japón.